# Frothar
Frothar (seltener Frotar, lat. Frotharius) war etwa von 813 bis 847/48 Bischof von Toul. Von ihm ist ein Teil seiner Briefkorrespondenz erhalten. Eine kritische Edition hat erstmals Karl Hampe in den Monumenta Germaniae Historica veröffentlicht. 

## Leben
Aufgewachsen ist der spätere Bischof nach eigenen Angaben im Kloster Gorze (Brief 28). Später war er an der Hofkapelle Karls des Großen tätig. Entweder dieser oder sein Nachfolger Ludwig der Fromme machte Frothar zum Bischof von Toul. Seine Tätigkeit richtete sich weitgehend auf seine Diözese. Er übernahm aber auch kaiserliche Aufträge. Er strebte danach, die kirchlichen Güter seine Diözese zu bewahren und zu vermehren. Außerdem war er bestrebt, die kirchlichen Reformen seiner Zeit umzusetzen. Frothar ließ nach einem Brand die  Kathedrale von Toul neu erbauen. 
Seine Briefe zeigen, dass er Kontakte zu den Bischöfen benachbarter Diözesen, zu einflussreichen Personen am kaiserlichen Hof und sogar mit dem Kaiser und seiner Gattin pflegte. Er versuchte die Nöte seiner Zeit wie Teuerung, Feuerbrünste oder Wolfsplagen zu mildern und beklagte die hohe Last der Abgaben oder die Belastung durch Kriegsdienste.

## Briefe
Überliefert ist ein Teil seiner Briefkorrespondenz in einem Handschriftenfragment des 9. Jahrhunderts, das heute zu einer aus Saint-Germain-des-Prés stammenden Sammelhandschrift (Paris, Bibliothèque Nationale, lat. 13090) gehört. Das Fragment enthält 22 von Frothar verfasste und 10 an ihn gerichtete Briefe. Die zeitlich ungeordneten Briefe wurden unter anderem von Hampe in eine Reihenfolge gebracht; die jüngere Edition von Parisse hingegen folgt der Reihenfolge der Handschrift. Die erhaltenen Briefe umfassen wahrscheinlich nur die Korrespondenz der ersten Jahre Frothars als Bischof. Die Briefe der folgenden Zeit sind verloren gegangen. 

## Inhalt
In einem chronologisch ersten Brief berichtet er an den Kaiser, der ihn eingesetzt hat, über eine Wolfsplage und die Zahl der Wölfe, die er hat erlegen lassen. Hampe nimmt an, dass dies nur Karl der Große gewesen sein kann. Der Brief muss aus der Anfangszeit von Frothars Episkopat stammen.
Der beiden folgenden Briefe stammen von Erzbischof Hetti von Trier. Im ersten befahl er Frothar, Truppen gegen König Bernhard von Italien einzuberufen. Im zweiten ging es um die Umsetzung der kirchlichen Reformen, die auf den Synoden von Aachen zwischen 816 und 819 beschlossen wurden. Diese betrafen die Durchsetzung der Benediktsregel als verpflichtende Norm für alle Klöster und die Reglementierung des Lebens der Kanoniker und Kanonissen. 
Im Schreiben Frothars an Hugo, einen unehelichen Sohn Karls des Großen, wird deutlich, dass dieser mit seinen Brüdern eine Zeitlang von Ludwig den Frommen in die Obhut Frothars gegeben worden war. 
In den Briefen 6 und 7 ist von Heerfahrten nach Spanien die Rede, die wohl im Zusammenhang mit Aufständen im Jahr 826 standen. Auch ist vom Besuch Ludwig des Frommen in Toul die Rede. 
Zwischen 825 und 830 brannte die Kathedrale von Toul ab. Der Beginn eines Neubaus wird in Brief 9 erwähnt. Darin geht es auch um einen Aufenthalt Kaiser Ludwigs in der Pfalz in Gondreville in der Nähe von Toul möglicherweise im Jahr 828. Frothar erscheint darin verzweifelt und durch die Last des Kirchenbaus, den befohlenen Bauarbeiten an der Pfalz Gondreville überlastet und erklärt, nicht in der Lage zu sein auch noch die Bauleistungen an der Pfalz in Aachen zu leisten. Sollte es Erzkaplan Hilduin nicht gelingen, den Kaiser zu bewegen, diese Last von ihm zu nehmen, drohte er mit Rücktritt vom Bischofsamt. Offenbar hat er mit dem Schreiben keinen Erfolg gehabt, wendete er sich in einem weiteren Brief doch an einen anderen Würdenträger am Hof. Zurückgetreten ist er jedoch nicht. Im Jahr 828 ist der Kirchenbau offenbar fertig, da der Bischof einen Abt um Farben für die Ausmalung bittet. Einem weiteren Abt dankt er für die Überlassung einen Werkmeisters. 
Im Brief 13, der sich möglicherweise auf das Jahr 829 datieren lässt, fragt Frothar Erzbischof Hetti wann dieser ins Bistum Toul kommen wolle und wann nach den Reformbestimmungen ein Synodalkonzil stattfinden würde. Als Grund für die Anfrage gibt er an, dass er im Auftrage des Kaisers die Gesandtenherbergen zwischen den Alpen und Aachen zu inspizieren hätte und daher eine Zeitlang abwesend sei. 
In den Schreiben 14–16 geht es um die Nachfolge des Erzbischofs Jeremias von Sens. Die Kanoniker der Kirche in Sens baten, nachdem ihr erster Personalvorschlag bereits abgelehnt worden war, darum, dass sich der neue Kandidat wenigstens dem Kaiser vorstellen könne. Der Kaiser hat auf die Bitten keine Rücksicht genommen und Aldrich von Sens zum Erzbischof ernannt. 
Im Brief 18 bat Frothar Erzkaplan Hilduin um Hilfe, um den Besitz der Touler Kirche zurückzuerhalten. Ähnlichen Inhalt hatte der folgende Brief an eine andere Person. Ähnlich geht es im Brief 21 um den der Abtei St. Evre entfremdeten Besitz. Der Brief steht im Zusammenhang mit einer Urkunde Frothars, in der er die Verhältnisse des Klosters um 838 ordnete. 
Die Briefe 22–24 aus den Jahren zwischen 825 und 830 haben den Streit der Mönche des Klosters Moyenmoutier in der Diözese Toul mit ihrem Abt zum Inhalt. Im Brief 25 bat Frothar einen Sichard, sich bei Kaiser Lothar für den Sohn eines Grafen Haudulf einzusetzen.  
In den Briefen 28 und 29 wandte er sich an den Halbbruder des Kaisers Bischof Drogo von Metz und die Kaiserin Judith. Die Briefe hängen mit einer von Frothar vorgenommenen Ordnung der Besitzverhältnisse der Kirchen in seiner Diözese zusammen. Gegenüber Drogo beklagt er sich, dass dieser einige Metz unterstehende, aber im Bistum Toul gelegene Kirchen verkommen lasse. Gegenüber der Kaiserin beklagt er, dass die von ihr gesandten Missi Eingriffe in die von ihm angeordnete Ordnung des kirchlichen Besitzes vorgenommen hätten. Die Briefe lassen sich nur grob in die Jahre zwischen 826 und 840 datieren. 
Aus den Briefen 30 und 31 von und an Abt Wichard von Inden geht hervor, dass Frothar auf kaiserlichen Befehl den Besitz des Klosters Inden inventarisiert hatte. Der letzte Brief 32 richtet sich an zwei Äbte. Darin ist von vergangenen Notjahren die Rede.

## Schriften
- Karl Hampe (Hrsg.): Frotharii episcopi Tullensis epistolae. In: Epistolae Karolini Aevi, Band 2 (Monumenta Germaniae Historica, Epistolae, Band 5). Weidmann, Berlin 1899, S. 275–298 (Digitalisat).
- Michel Parisse (Hrsg.): La Correspondance d’un évêque carolingien. Frothaire de Toul (ca. 813–847) avec les lettres de Theuthilde, abbesse de Remiremont (Textes et documents d’histoire médiévale, Band 2.) Publications de la Sorbonne, Paris 1998, ISBN 2-85944-348-7. (mit französischer Übersetzung)